# Frederik van Eeden
Pour les articles homonymes, voir Eeden.
Cet article concerne l'écrivain (1860-1932). Pour le botaniste (1829-1901), son père, voir Frederik Willem van Eeden.
Frederik Willem van Eeden est un écrivain, psychiatre et réformateur social néerlandais, né le 3 avril 1860 à Haarlem, mort le 16 juin 1932 à Bussum (Pays-Bas).
Auteur prolifique, il publia des romans, de la poésie, des drames, des études et des essais. Il eut son heure de gloire aux Pays-Bas tant pour ses écrits que parce qu'il était le premier psychiatre néerlandais reconnu au niveau international.

## Biographie
Fils d'un botaniste, Frederik van Eeden grandit dans un milieu où l'art et la science sont mis en valeur. En 1878, il entreprend des études de médecine à Amsterdam. Il s'installe en 1886 en tant que médecin généraliste à Bussum mais se spécialise rapidement dans la psychiatrie. Il ouvre en 1887 avec Albert van Renterghem un institut de psychothérapie à Amsterdam, où sont pratiquées les méthodes d'hypnose de Liébeault dont il avait suivi les cours à Nancy.
Poursuivant parallèlement une carrière littéraire, Frederik van Eeden devient membre de l'association Flanor et fonde en 1885 avec Frank van der Goes, Willem Kloos, Willem Paap et Albert Verwey le magazine De Nieuwe Gids (Le Nouveau Guide) qui sera le porte-parole des Tachtigers, un mouvement littéraire qui prône l'art pour l'art et la spiritualité. Son œuvre la plus connue, le conte initiatique De Kleine Johannes (Le Petit Jean), paraîtra dans les premières éditions du Nouveau Guide avant d'être publiée en 1887.
Van Eeden intégra ses connaissances psychiatriques à certaines de ses œuvres littéraires. Dans son roman psychologique Van de koele meren des doods (Les Lacs frais de la mort), il relate de manière intimiste la lutte d'une morphinomane face à sa déchéance physique et mentale.
Afin de donner une forme concrète à ses points de vue sociaux, Van Eeden fonda près de Bussum la communauté agricole et artistique autarcique Walden. L'expérience, qui n'eut que quelques années d'existence (de 1898 à 1907), fut significative pour le développement du socialisme aux Pays-Bas.
Van Eeden est devenu catholique aux dernières années de sa vie.

## Sources
(nl) Biographie de Frederik Willem van Eeden au Biografisch Woordenboek van het Socialisme en de Arbeidersbeweging in Nederland